# Паланка
Пала́нка:
- (от тур. palanka)[источник не указан 2361 день] — административно-территориальная единица (округ) в Запорожской Сечи[1].
- городок, укрепление из кольев, свай, палисад; иногда земляное укрепление, без бастионов[2], в Центральной Европе несколько местностей в Сербии, Болгарии и Венгрии,[3] Италии (итал. Palanca [pálán'ká], сущ. ж.р., и Palancato, сущ м.р., — «частокол», «палисад», «укрепление»[4]); ср. Паланок — замок в Мукачево.
- пригородная слободка[2].

## Этимология
Слово «паланка» является заимствованием из турецкого языка: palanka — форт, редут, палисадное укрепление, засыпанное землей, что соответствует лат. рhalanх или греч. φάλαγξ (фаланга — отряд войска в сомкнутом строю).

## История

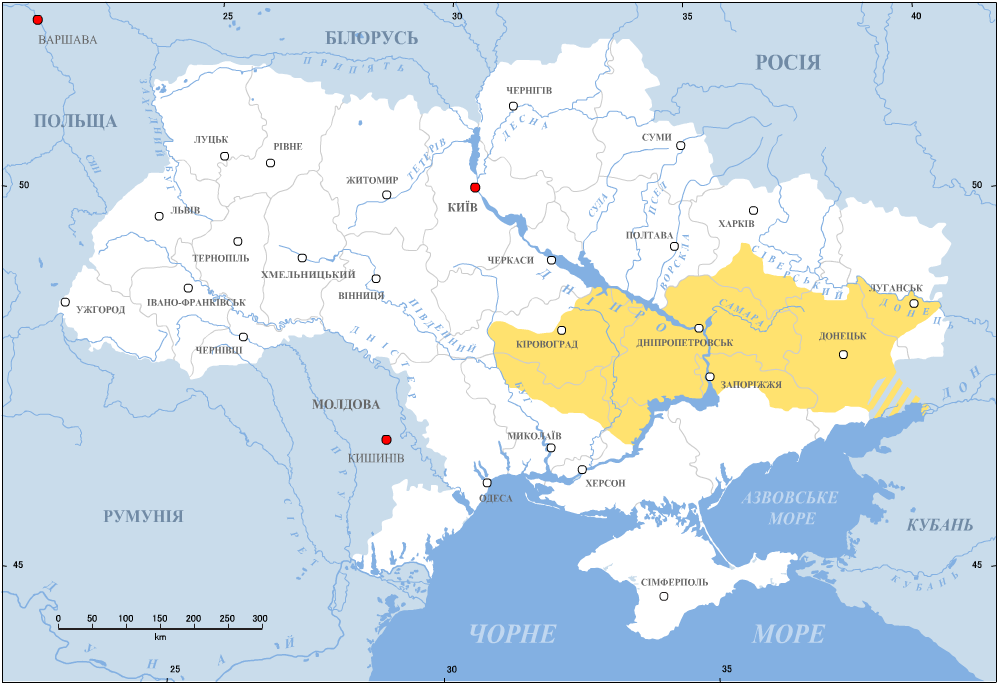
Территории, контролируемые Войском Запорожским Низовым, во второй половине XVI века, современный план.

Возникновение паланок было обусловлено увеличением численности населения на Запорожской Сечи и усложнением, в связи с этим, функций управления и суда. Полностью система паланок сформировалась в период существования Новой Сечи в 1734—1775 годах.
В 1634—1766 годах всего на Запорожье было пять паланок.
На правом берегу Днепра располагались:
- Бугогардовская паланка
- Перевозская паланка (или Ингульськая)
- Кодацкая паланка,

на левом:
- Самарская паланка
- Кальмиусская паланка.

Две из них: Кодацкая и Самарская — использовались для заселения семейными казаками.
С 1766 года, по причине стремительного роста населения, из Самарской паланки на левом берегу было выделено ещё две:
- Орельская паланка
- Протовчанская паланка

Также была дополнительно создана Прогноевская паланка.
Центром паланок была слобода с небольшим укреплением, где размещался казацкий гарнизон. Во главе паланки стоял полковник, в руках которого была сосредоточена вся военная, административная, судебная и финансовая власть. Полковнику подчинялась администрация паланки, паланковая старши́на — писарь, а также атаманы слобод.
Неказацкое население, которое проживало на территории паланок, подчинялось власти паланковой старшины. Паланковая старшина назначалась войсковой старшиной — кошем Запорожской Сечи.